# 樹堅果過敏

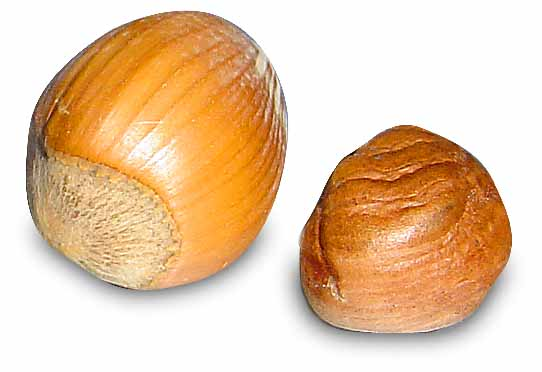
榛子，树坚果的一种

樹堅果過敏是最常见的食物过敏之一。大约每20个美国人中就有一个对树坚果过敏。樹堅果過敏與花生過敏不同，因為花生為豆科植物，而不是真正的坚果。然而，研究表明，高达50％的花生过敏患者对至少一种树坚果过敏。

## 外部連結
- Tree nut allergy （页面存档备份，存于） at Food Allergy Initiative
- "Are Nut Bans Promoting Hysteria?" （页面存档备份，存于） by Tana Parker-Pope at The New York Times (15 Dec 2008)